# Commandement de la Force expéditionnaire du Canada
Vous lisez un « bon article » labellisé en 2012.
Le Commandement de la Force expéditionnaire du Canada ou COMFEC (Canadian Expeditionary Force Command en anglais) était l'un des sept commandements des Forces canadiennes de 2006 à 2012. Il était chargé des opérations se déroulant à l'extérieur de l'Amérique du Nord à l'exception de celles menées uniquement par le Commandement des Forces d'opérations spéciales du Canada. Les missions du COMFEC comprenaient des opérations de combat, d'aide humanitaire et de maintien de la paix. Il a été intégré au Commandement des opérations interarmées du Canada en octobre 2012. En 2012, les Forces canadiennes ont plus de 1 200 soldats déployés dans le cadre d'une mission opérationnelle à l'extérieur du Canada.

## Rôle
La mission du Commandement de la Force expéditionnaire du Canada est de mener des opérations globales en partenariat avec d'autres organisations nationales et internationales. Ses tâches englobent le combat, l'aide humanitaire et le maintien de la paix. Il est responsable de toutes les opérations se déroulant à l'extérieur de l'Amérique du Nord à l'exception de celle relevant exclusivement du Commandement des Forces d'opérations spéciales du Canada,. Le but des opérations outre-mer est d'améliorer la stabilité internationale afin d'assurer la sécurité du Canada.
Pour mener ses missions, le COMFEC doit coordonner les efforts des trois commandements environnementaux : l'Armée canadienne, l'Aviation royale du Canada et la Marine royale canadienne,. Les commandements environnementaux sont considérés comme des générateurs de force tandis que le COMFEC en tant que commandement opérationnel est un utilisateur de force,. Ainsi, les commandements environnementaux sont responsables de sélectionner et d'entraîner les unités et les militaires qui se rendront en mission à l'étranger sous le Commandement de la Force expéditionnaire.

## Structure
Le COMFEC est créé le 1er février 2006 lors d'une transformation des Forces canadiennes,. Il relève directement du chef d'état-major de la Défense et son quartier général est situé à Ottawa en Ontario. Son organisation comprend son quartier général et les forces déployées.
La responsabilité du COMFEC s'étend sur toutes les unités en missions opérationnelles à partir du moment où elles sont prêtes à être déployées jusqu'à leur retour au Canada. Les forces déployées sont formées en forces opérationnelles. En général, c'est au-delà de 8 000 membres des Forces canadiennes qui sont en mission, en préparation pour une mission ou en retour d'une mission. Le 5 octobre 2012, le COMFEC fusionne avec le Commandement Canada et le Commandement du soutien opérationnel du Canada pour former le Commandement des opérations interarmées du Canada (COIC).
Le dernier commandant du COMFEC est le lieutenant-général Stuart Beare et le dernier adjudant-chef de commandement est l'adjudant-chef Luc Tremblay. Stuart Beare devient le premier commandant du COIC lors de sa création.

## Opérations
En 2012, les Forces canadiennes ont plus de 1 200 militaires déployés en dehors du Canada dans le cadre de 15 opérations. Les principales sont l'opération Attention en Afghanistan et l'opération Artémis dans la mer d'Arabie qui correspondent ensemble à 90 % de l'effectif déployé. D'autres opérations récentes importantes en termes d'effectif sont l'opération Athéna en Afghanistan, l'opération Mobile pour l'intervention multinationale en Libye et l'opération Ignition pour la sécurité de l'espace aérien de l'Islande qui avaient respectivement un effectif autorisé de 1 540, de 650 et de 140 militaires. Elles prirent respectivement fin en décembre 2011, en mai 2011 et en octobre 2011,,,.

### Afghanistan
En 2011, les Forces canadiennes comprenaient plus de 3 900 militaires en déploiement. La majorité de ceux-ci faisaient partie de la Force opérationnelle interarmées - Afghanistan. En effet, en juillet 2011, l'effectif autorisé pour les deux opérations en Afghanistan était de 1 959 militaires. Ces opérations étaient l'opération Athéna qui était le contingent canadien de la Force internationale d'assistance et de sécurité qui prit fin en décembre 2011 et l'opération Attention qui vise à instruire et perfectionner le personnel des forces de sécurité afghanes,.

#### Opération Athéna
L'opération Athéna comprenait le contingent canadien de la Force internationale d'assistance et de sécurité (FIAS) en Afghanistan composé de 1 538 militaires en juillet 2011 faisant partie de la Force opérationnelle interarmées - Afghanistan. L'opération visait à faire de l'Afghanistan un pays sûr et gouverné par les Afghans,. Elle fut divisée en deux phases. La première se déroula dans la région de Kaboul de juillet 2003 à août 2005 puis passa à la seconde phase dans la région de Kandahar. La mission de combat canadienne dans la province de Kandahâr a pris fin le 7 juillet 2011 lors de la dixième rotation (roto 10) de la phase 2. En effet, les militaires effectuaient des rotations d'une durée de six mois en Afghanistan pour l'opération Athéna. La onzième rotation (roto 11) fut responsable du rapatriement de l'équipement et du transfert des infrastructures jusqu'en décembre 2011.
L'opération Athéna débuta officiellement le 17 juillet 2003 lorsque le lieutenant-général, alors brigadier-général, Peter Devlin devint le commandant de la brigade multinationale de la FIAS à Kaboul. Le 19 juillet, un groupement tactique formé autour du 3e bataillon du The Royal Canadian Regiment commença son déploiement en Afghanistan en tant que roto 0 de la phase 1. En 2004, le principal rôle de l'opération Athéna et de la FIAS était d'assurer le bon déroulement des premières élections démocratiques en Afghanistan.
En août 2005, le contingent canadien de la FIAS a pris le contrôle de la province de Kandahâr. Cela constituait la phase 2 de l'opération Athéna. Un groupement tactique formé autour du 2e bataillon du The Royal Canadian Regiment effectua la roto 0 de cette seconde phase. D'autres groupements tactiques effectuèrent des rotations de six mois jusqu'en décembre 2011.

#### Opération Attention

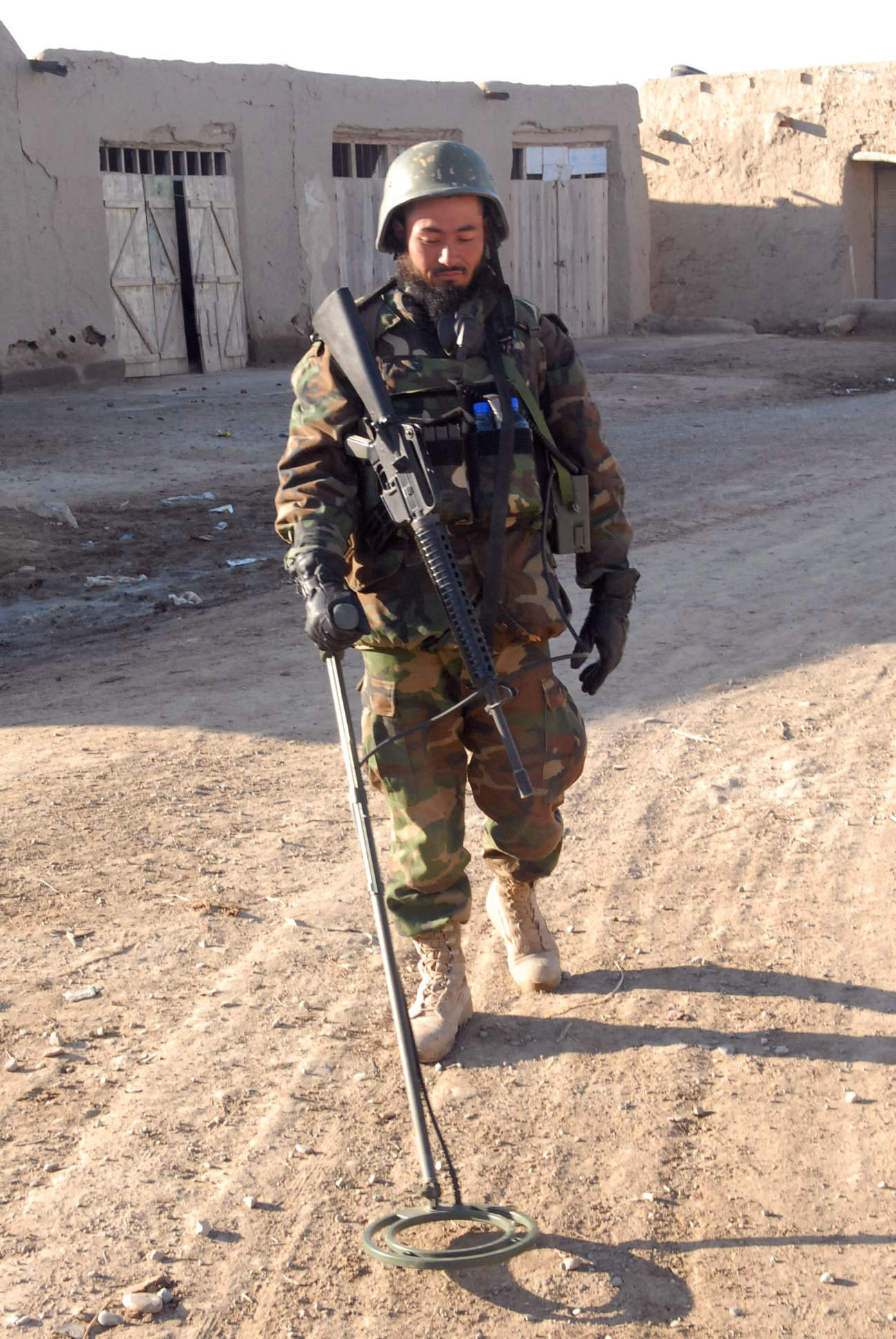
Soldat de l'ANA utilisant un détecteur de métal sous la supervision de mentors canadiens

L'opération Attention correspond à la participation canadienne à la mission de formation de l'OTAN en Afghanistan. Il s'agit de la troisième opération majeure du Canada en Afghanistan après l'opération Athéna et l'opération Apollo. Elle vise l'instruction et le perfectionnement des forces de sécurité afghanes composées de l'Armée nationale afghane (ANA) et de la Police nationale afghane (PNA). L'opération comprend 870 militaires en octobre 2012.

### Opération Mobile

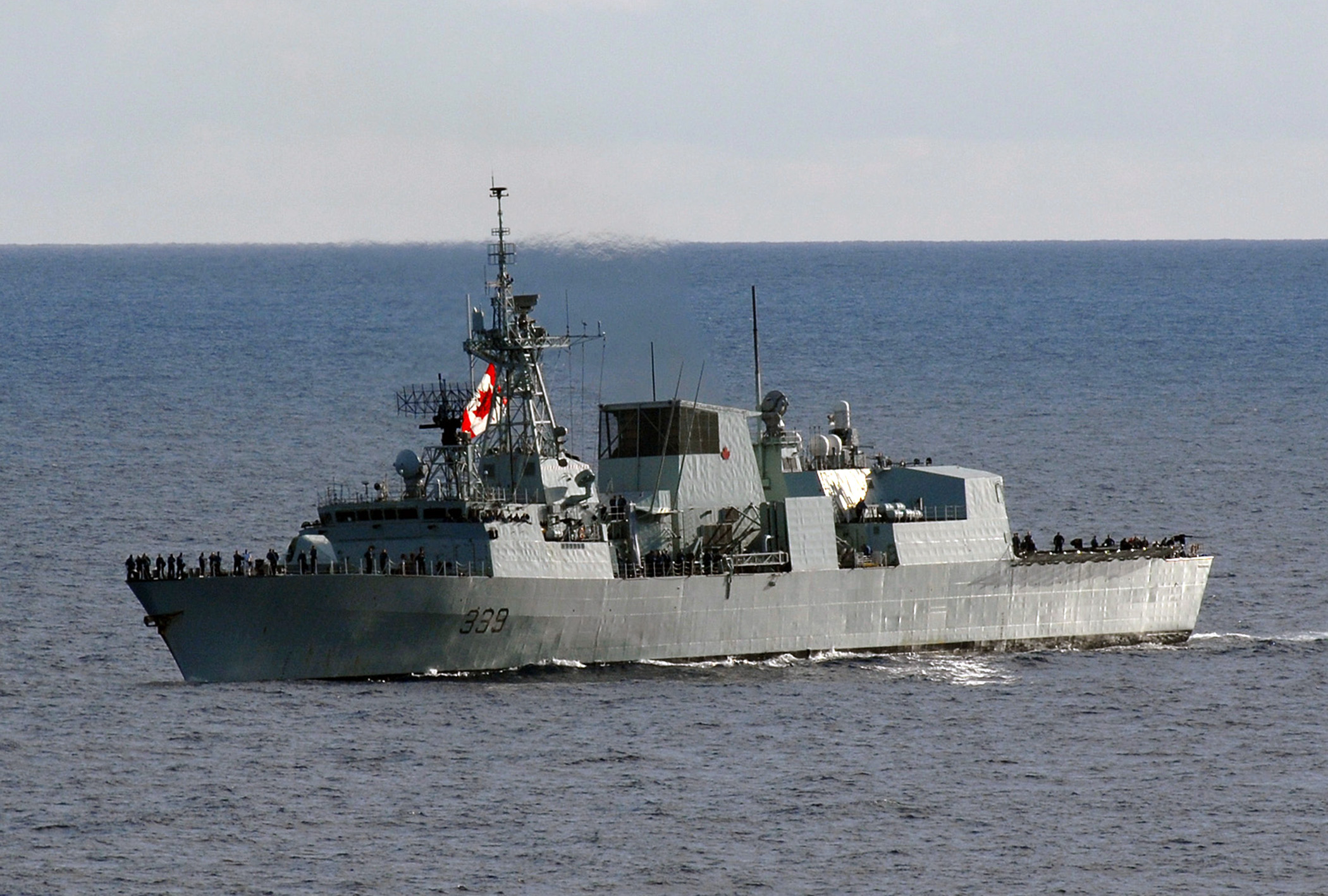
Le NCSM Charlottetown, frégate canadienne participant à l'opération Mobile

L'opération Mobile était la participation canadienne à l'opération Unified Protector de l'OTAN dans le cadre de la guerre civile libyenne de 2011,,. En particulier, elle visait à faire respecter l'embargo sur les armes et l'espace aérien exclusif approuvés par l'ONU dans le but de protéger les populations civiles de Libye,. Le Canada a été un membre de la coalition internationale pour l'opération Unified Protector dès sa création le 22 mars 2011. Le Parlement canadien a adopté une motion le 15 juin visant à prolonger l'opération Mobile jusqu'à la fin de septembre 2011,,. L'opération comprenait 650 militaires déployés répartis en trois forces opérationnelles interarmées (FOI) : Naples, Charlottetown et Libeccio. La FOI Naples comprenait une cinquantaine de militaires et était responsable d'effectuer la liaison entre les quartiers généraux de la Défense nationale à Ottawa et les quartiers généraux de la force opérationnelle interarmées multinationale de l'opération Unified Protector. La FOI Charlottetown comprenait le NCSM Charlottetown et ses 250 membres d'équipage ainsi qu'un hélicoptère Sea King embarqué. Elle était commandée par le commandant du navire et opérait au sein d'une formation multinationale composée de seize navires et deux sous-marins. Le NCSM Charlottetown fut relevé par le NCSM Vancouver en août 2011 et la force opérationnelle devint la FOI Vancouver. De son côté, la FOI Libeccio était la composante de la Force aérienne de l'opération Mobile et comprenait 350 militaires, sept chasseurs CF-188 Hornet, un ravitailleur CC-150 Polaris, deux ravitailleurs CC-130 Hercules et deux avions de patrouille maritime CP-140 Aurora. Ensemble, ces aéronefs ont effectué 903 sorties en date du 20 juillet 2011. L'opération Mobile a officiellement pris fin en octobre 2011.

### Opération Artémis

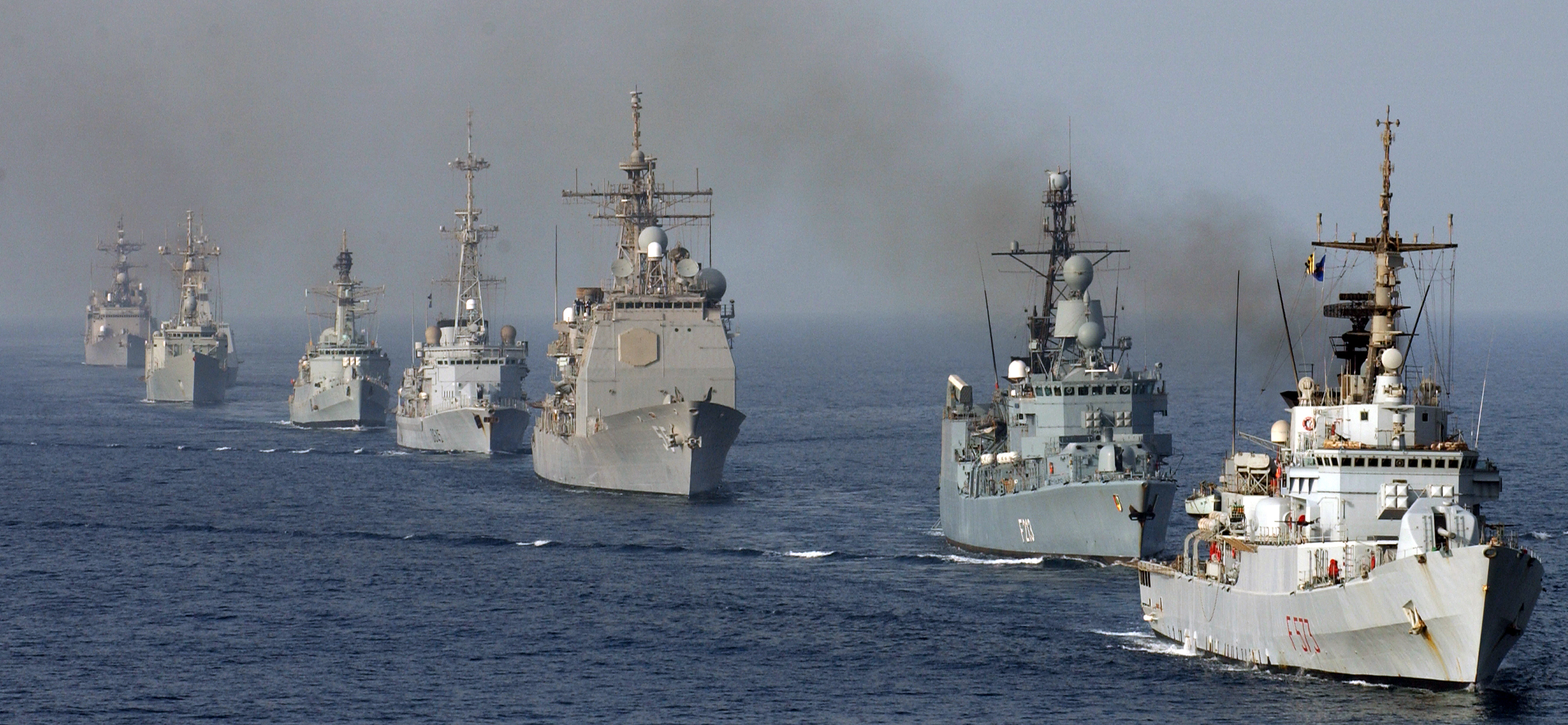
Navires de la Force opérationnelle combinée 150 en formation

L'opération Artémis correspond à la contribution des Forces canadiennes aux opérations de contre-terrorisme dans la mer d'Arabie dans l'océan Indien. Elle est composée de deux forces opérationnelles : la FOI Charlottetown et la FOI Northwood. La FOI Charlottetown comprend le NCSM Charlottetown qui fait partie de la Force opérationnelle combinée 150, une flotte multinationale,. De son côté, la FOI Northwood comprend des membres de la Marine royale canadienne déployés au sein du Centre de la navigation commerciale de l'OTAN au Royaume-Uni. En tout, ce sont 250 militaires qui sont déployés dans le cadre de l'opération Artémis en octobre 2012.

## Devise et symbole
La devise du COMFEC est Unanimi cum Ratione qui signifie « Unis dans l'effort » en latin. Cette devise représente le fait que les civils et les militaires des différents éléments travaillent ensemble pour mener à bien les missions et contribuer à la sécurité du Canada.
L'insigne du COMFEC est un faucon tenant un globe terrestre dans ses serres sur fond noir contenu dans le contour standard des insignes de commandement des Forces canadiennes. Le noir du fond représente la force d'âme militaire ainsi que le combat, le globe terrestre représente le fait que le COMFEC est responsable des opérations internationales et le faucon représente la ténacité d'atteindre ses objectifs.